# Duosan Rapid

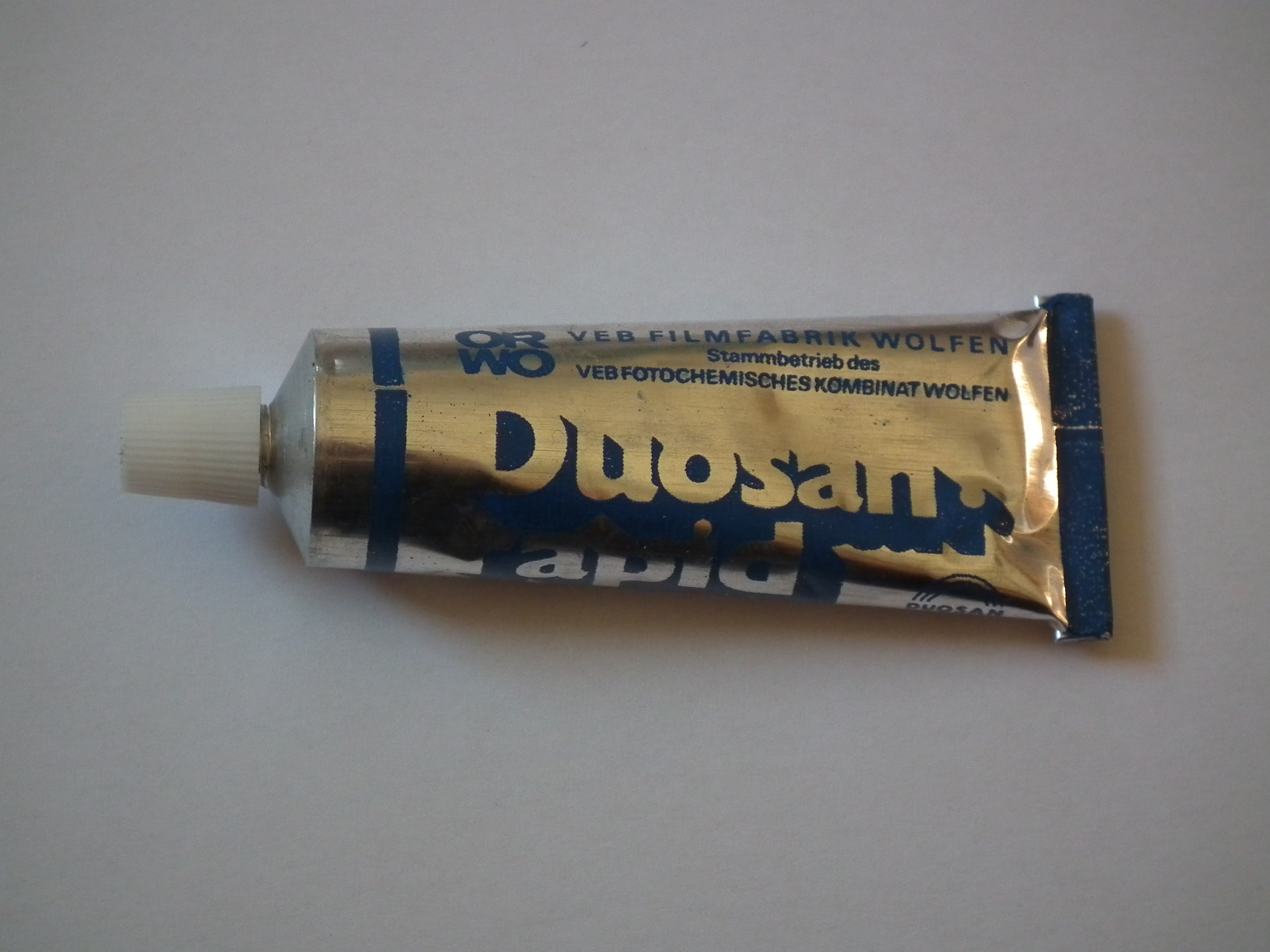
Duosan Rapid 33ml Tube (Vorderseite)

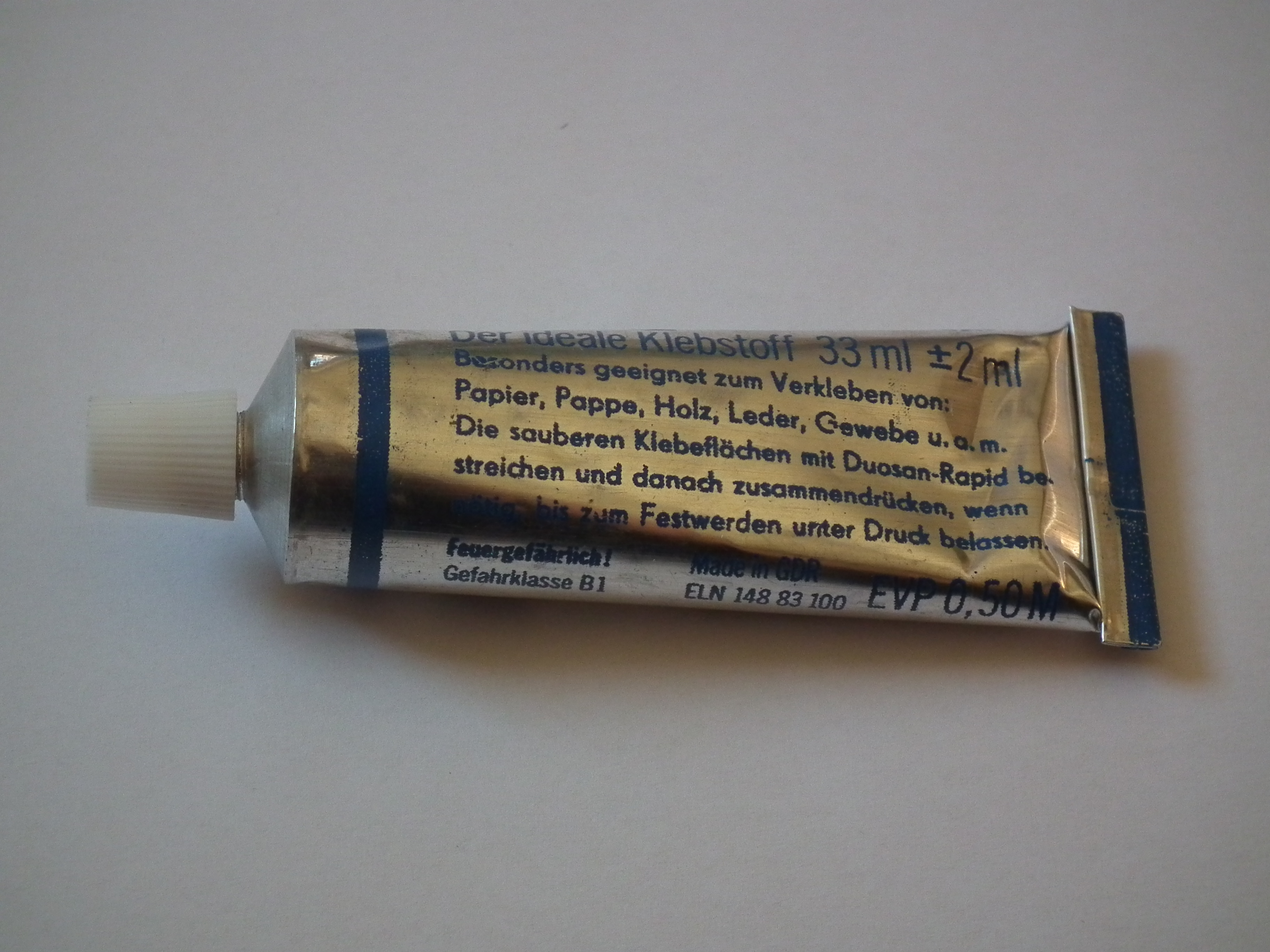
Duosan Rapid 33ml Tube (Rückseite)

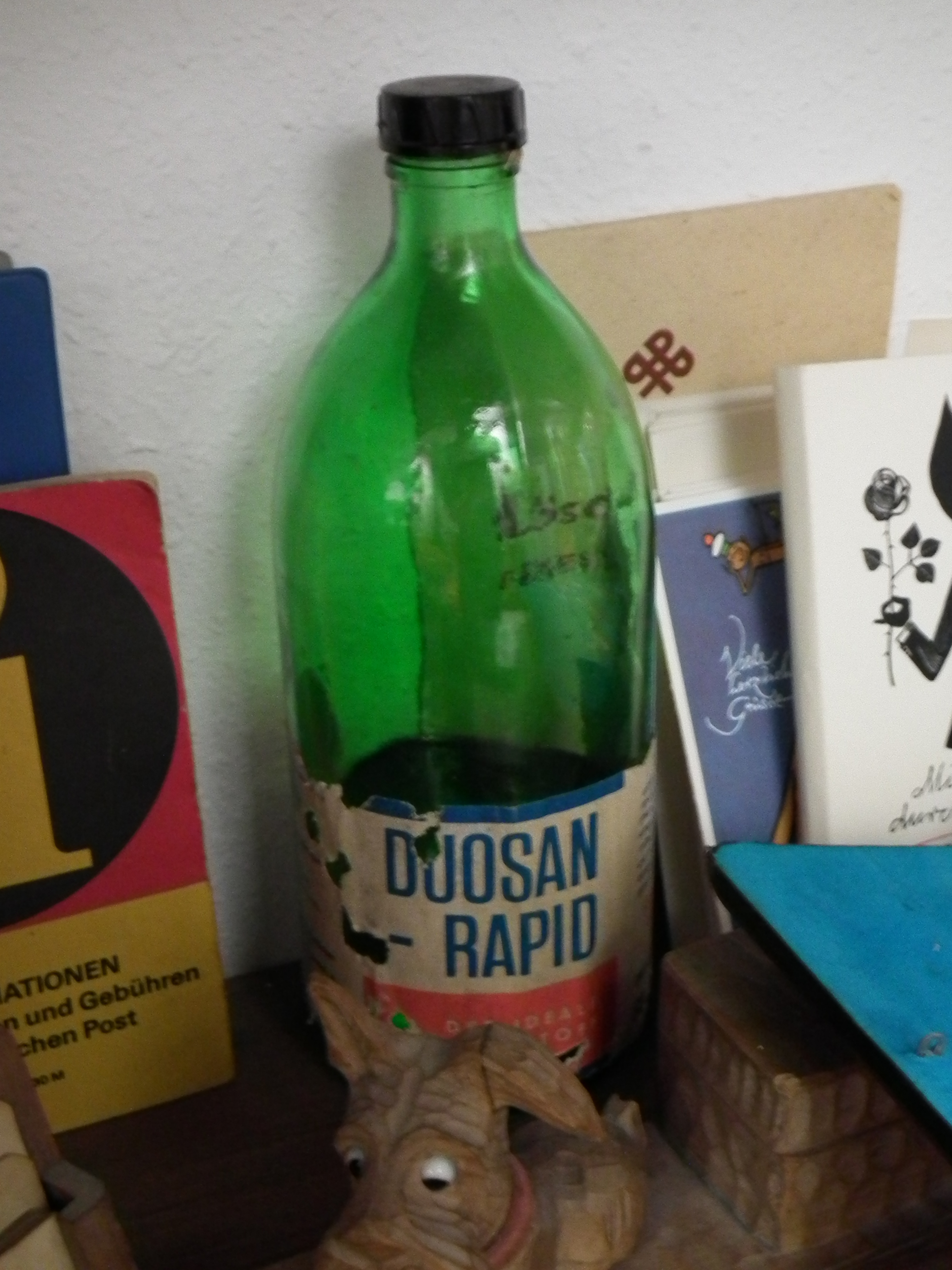
Flasche Duosan Rapid

Duosan Rapid war ein Universalklebstoff, der in der DDR hergestellt wurde. Neben Kittifix war er dort das bekannteste Produkt dieser Art.
Zunächst wurde Duosan Rapid im VEB Filmfabrik Agfa-Wolfen in 50-cl-Glasflaschen gefüllt. Später wurde der Klebstoff in 50-Gramm- und noch später auch in 100-Gramm-Aluminium-Tuben mit Polyethylen-Schraubdeckel von dem inzwischen VEB ORWO Filmfabrik Wolfen genannten Unternehmen angeboten. Die Tuben waren blau lackiert, das Lösungsmittel des Klebstoffes, Aceton, löste auch diesen Lack. Nach der Trocknung konnte Duosan Rapid mit Aceton entfernt werden.
Heute wird Duosan Rapid mit veränderter Rezeptur von der UHU GmbH & Co. KG produziert (EAN 4026700496000).